# Albrecht Ohly
Albrecht Ohly (* 27. Dezember 1829 in Buchenau (Lahn); † 20. Dezember 1891 in Darmstadt; vollständiger Name: Hans Friedrich Christian Carl Albrecht Ohly) war ein deutscher Jurist und Kommunalpolitiker. Er war von 1874 bis 1891 der erste hauptamtliche Bürgermeister von Darmstadt.

## Leben
Albrecht Ohly war ein Sohn des Pfarrers (Johann) Heinrich Ohly (1796–1862) und dessen Ehefrau Friederike Ohly geb. Freybe (1800–1852). Er war evangelisch und blieb zeitlebens ledig.
Ohly besuchte das Gymnasium in Gießen und studierte danach Rechtswissenschaften. Im Anschluss an die Referendarzeit wurde er 1862 Advokat am großherzoglich hessischen Hofgericht Darmstadt. 1871 trat er in den Gemeinderat Darmstadts ein. Ohly, der ein begnadeter Redner gewesen sein soll, vertrat nationalliberale Ideen und setzte sich für ein demokratisches Reich unter preußischer Führung ein.
1874 wählte man ihn mit 17 von 18 Stimmen zum Bürgermeister von Darmstadt. 1879 wurde er von Großherzog Ludwig IV. zum Oberbürgermeister ernannt. Ab 1886 war er Oberbürgermeister auf Lebenszeit. In die Amtszeit von Ohly fielen wesentliche Entwicklungen der Stadt Darmstadt, vor allem im Bereich der Infrastruktur wie die Wasserversorgung, Kanalisation, Straßenbahn, der Neubau verschiedener Schulgebäude und der Bau einer Einrichtung für verwahrloste Kinder.
Ab 1870 war er Direktor der Volksbank Darmstadt. Diese Funktion hatte er bis 1884 inne.
Ohly war Mitbegründer des 1882 gegründeten Odenwaldklubs.
In der intensiven Diskussion um die Schließung der Technischen Hochschule Darmstadt, die 1881/82 im hessischen Landtag stattfand, trat Ohly als Verfechter des Erhalts der Hochschule auf. Die Stadt erklärte sich auf seine Initiative hin bereit, die Einrichtung eines ersten Lehrstuhls für Elektrotechnik mit 10.000 Mark zu bezuschussen, auf den Erasmus Kittler berufen wurde.
Von 1884 bis zu seinem Tode 1891 war Ohly für den Wahlbezirk Stadt Darmstadt Mitglied der zweiten Kammer der Landstände des Großherzogtums Hessen. Sein Nachfolger im Landtag wurde Arnold Bergsträsser.

## Ehrungen
Das ehemalige Schloss Gräfenhausen, das Ohlystift in Gräfenhausen und der Ohlyturm auf dem Felsberg im Odenwald wurden nach ihm benannt. 1894 wurde auf dem Alten Friedhof ein Grabmal für ihn errichtet, das von Friedrich Christoph Hausmann gestaltet wurde (Grabstelle: III Mauer 77). Das Grab ist ein Ehrengrab. In Darmstadt und Seeheim-Jugenheim gibt es je eine Ohlystraße.

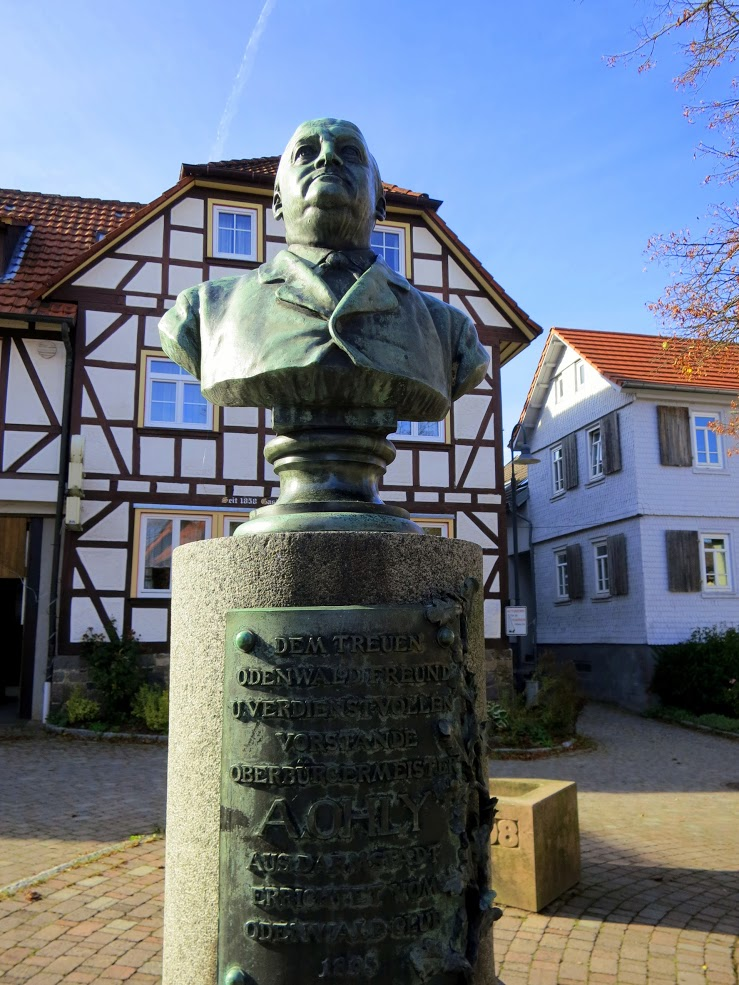
Albrecht Ohly-Denkmal in Neunkirchen (Modautal)
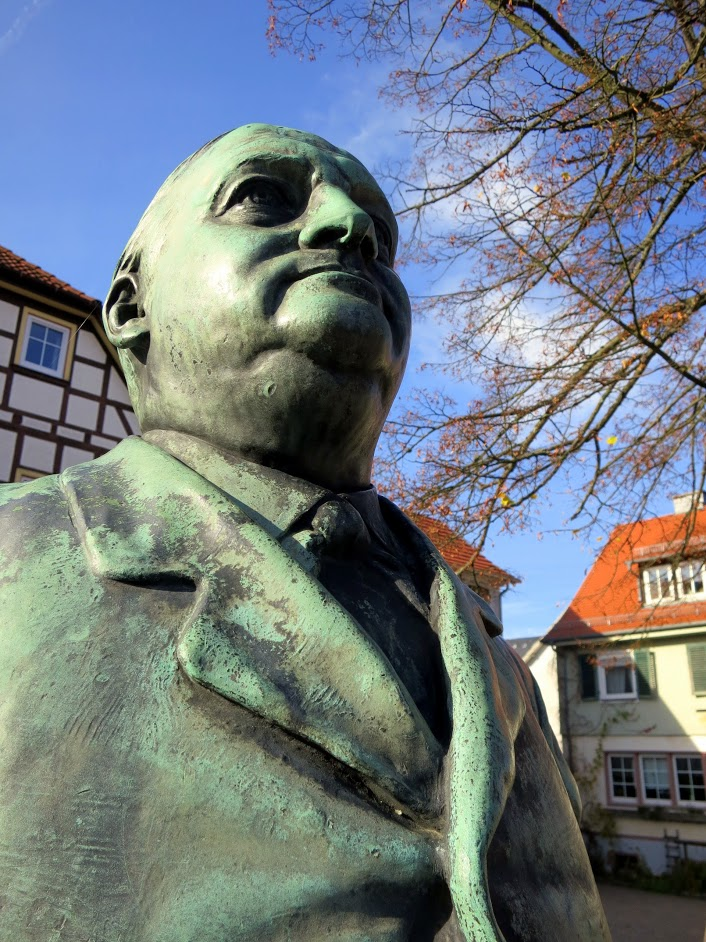
Albrecht Ohly-Denkmal in Neunkirchen (Modautal)
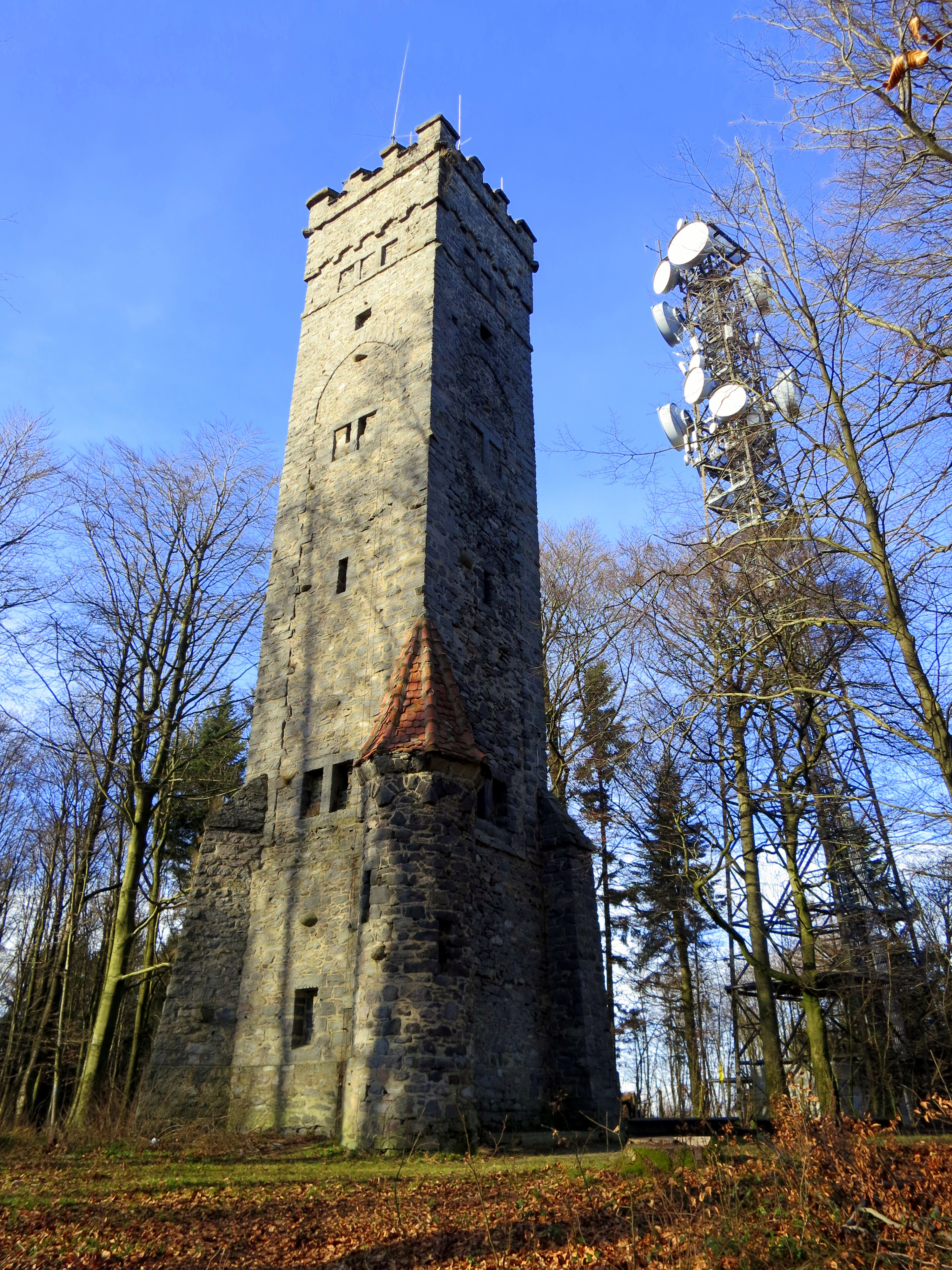
Ohlyturm und Sendemast
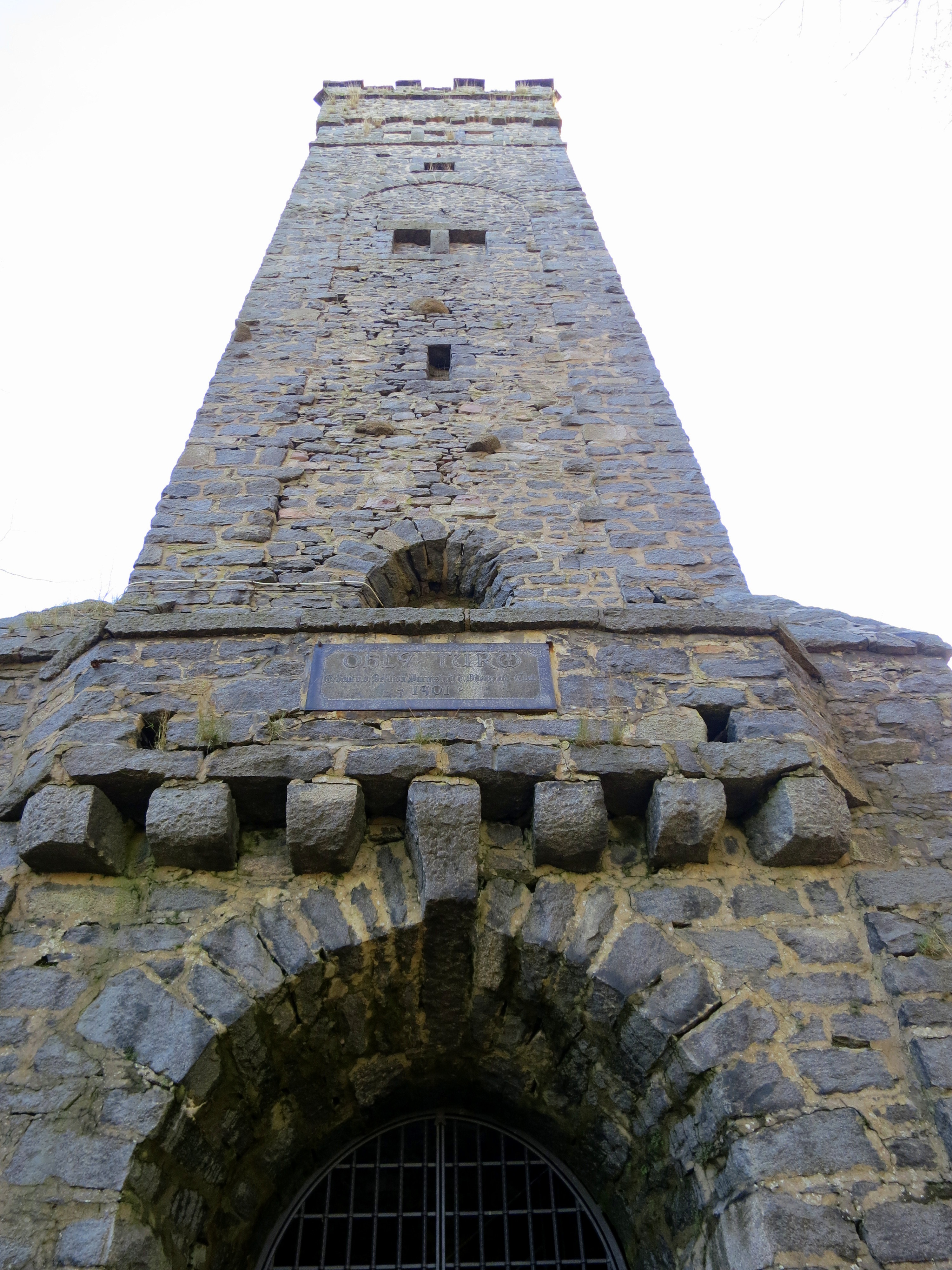
Ohlyturm in der Nahaufnahme
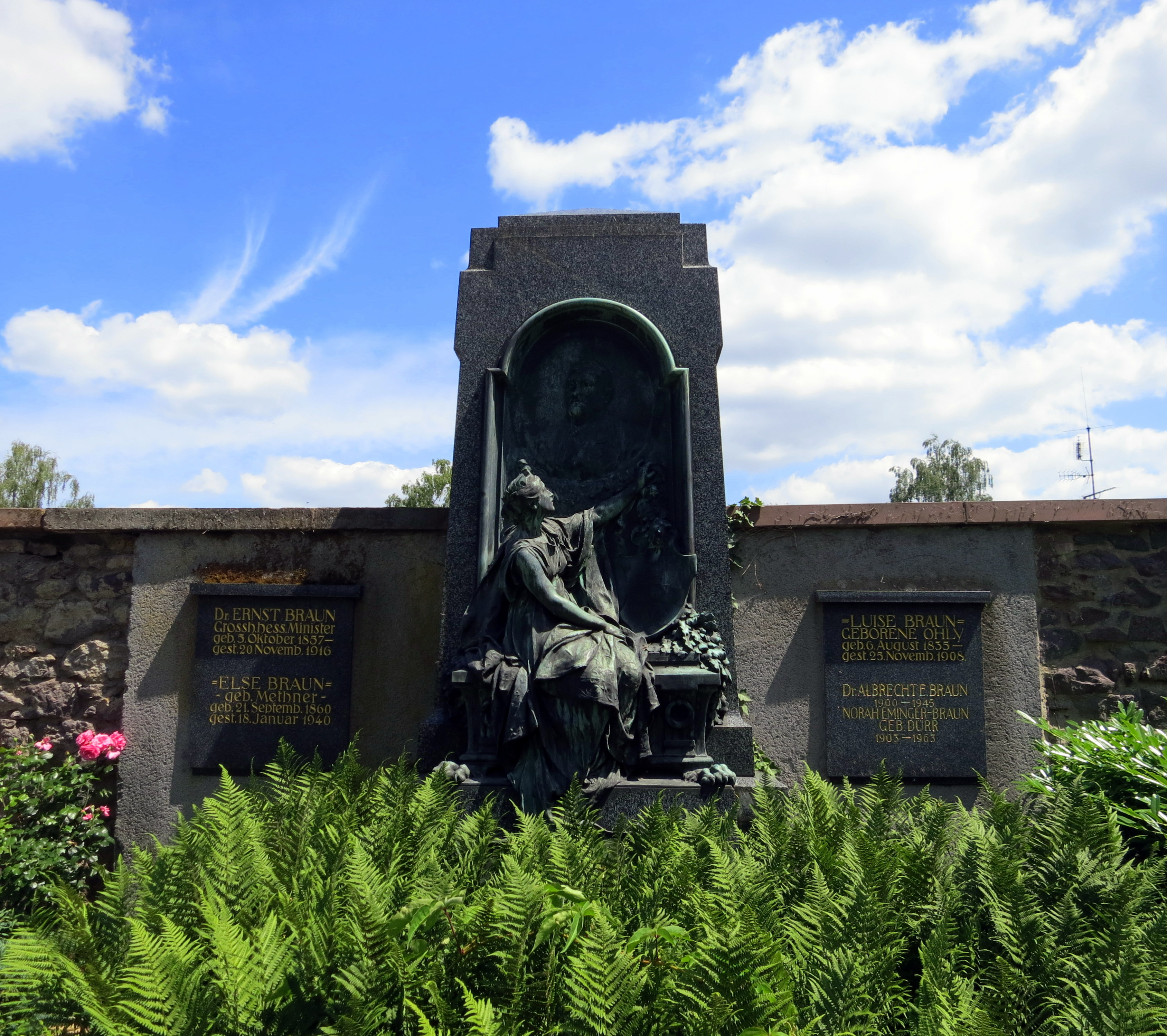
Grabstätte von Albrecht Ohly in Darmstadt auf dem Alten Friedhof
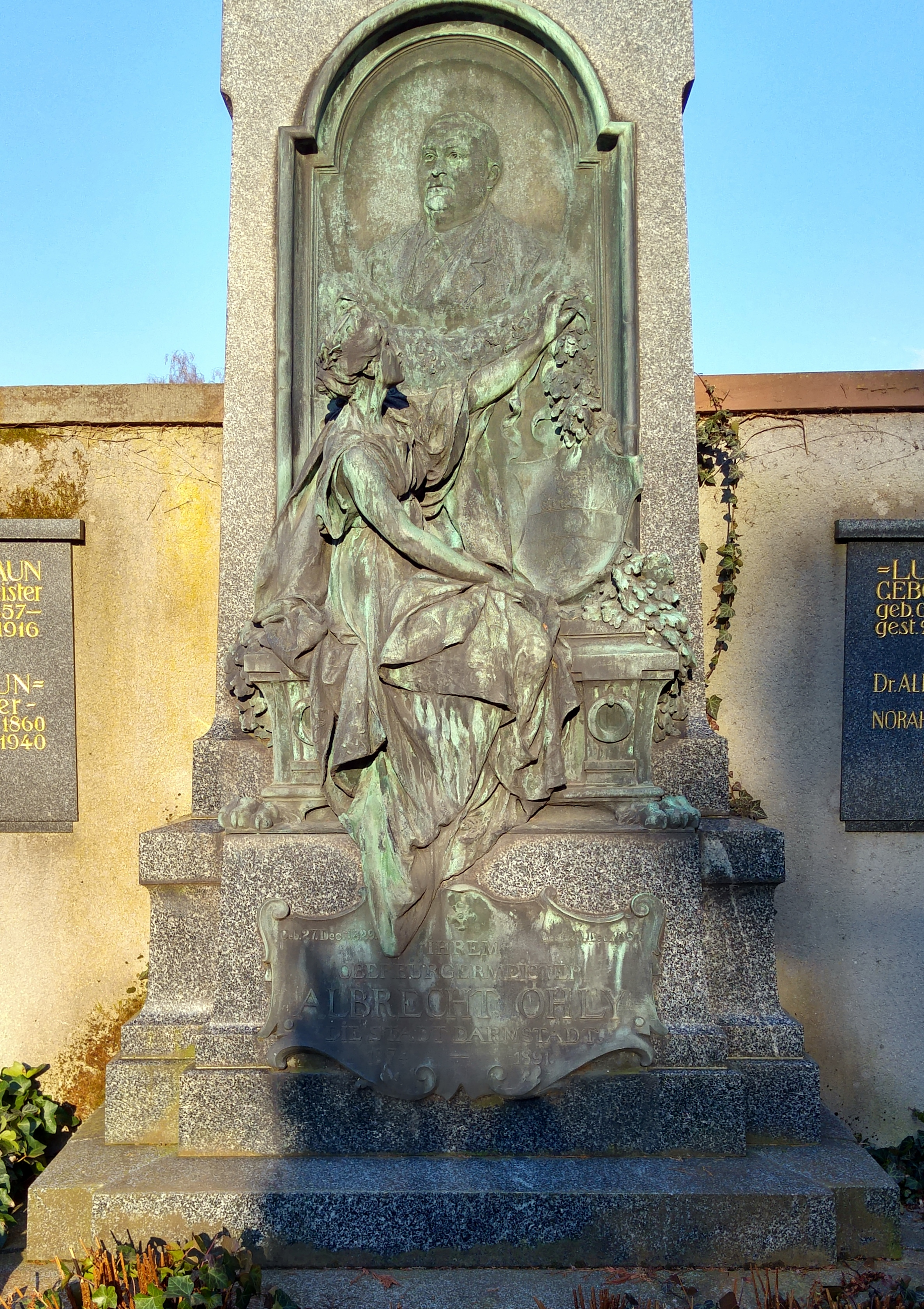
Grabstätte von Albrecht Ohly in Darmstadt auf dem Alten Friedhof
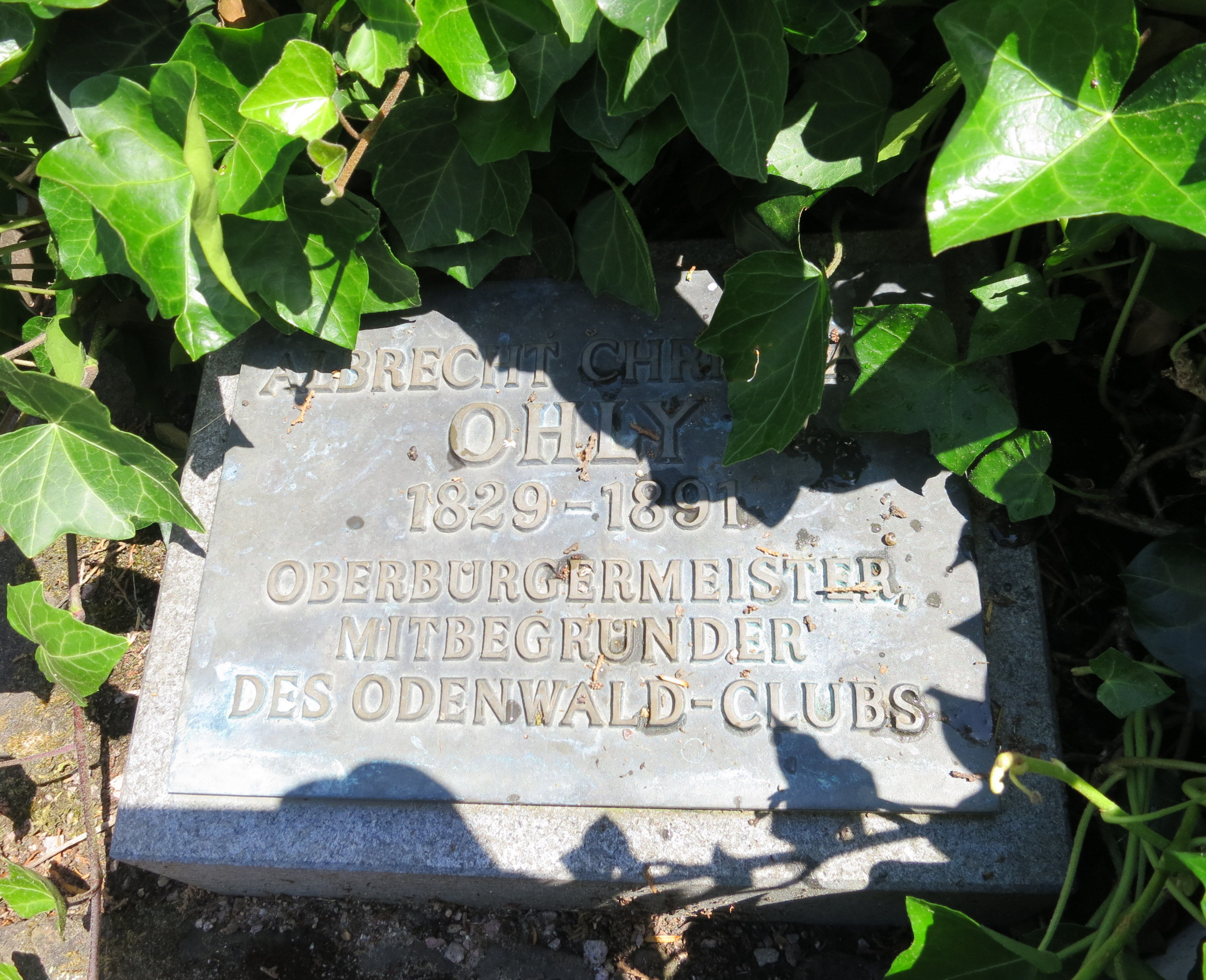
Grabstätte von Albrecht Ohly in Darmstadt auf dem Alten Friedhof (Inschrift)